# CP série 2600
La série 2600 est une série de locomotives électriques exploitée par les chemins de fer portugais (CP).
Esthétiquement très proches des BB 15000 de la SNCF, elles se distinguent par leur adaptation à la voie large de 1,668 m et un équipement électrique moins sophistiqué. La première des 21 locomotives composant la série est livrée en 1974 et, en 2023, une dizaine d'entre elles sont encore en service.

## Histoire
Les premières locomotives BB 15000 sont livrées à la SNCF en 1971 et, si elles ne font l'objet d'aucune exportation, le concept et le style au profil dit en « nez cassé » au pare-brise inversé dû au styliste Paul Arzens de ces machines intéressent des réseaux étrangers, moyennant des adaptations.
Les Comboios de Portugal (CP), commandent en 1972 sept de ces locomotives au groupement 50 Hz qui les livre en 1974 ; une commande complémentaire de cinq engins porte le nombre total à douze, qui sont numérotées 2601 à 2612. Une deuxième série de neuf locomotives est livrée en 1987, numéros 2621 à 2629.

## Description et carrière

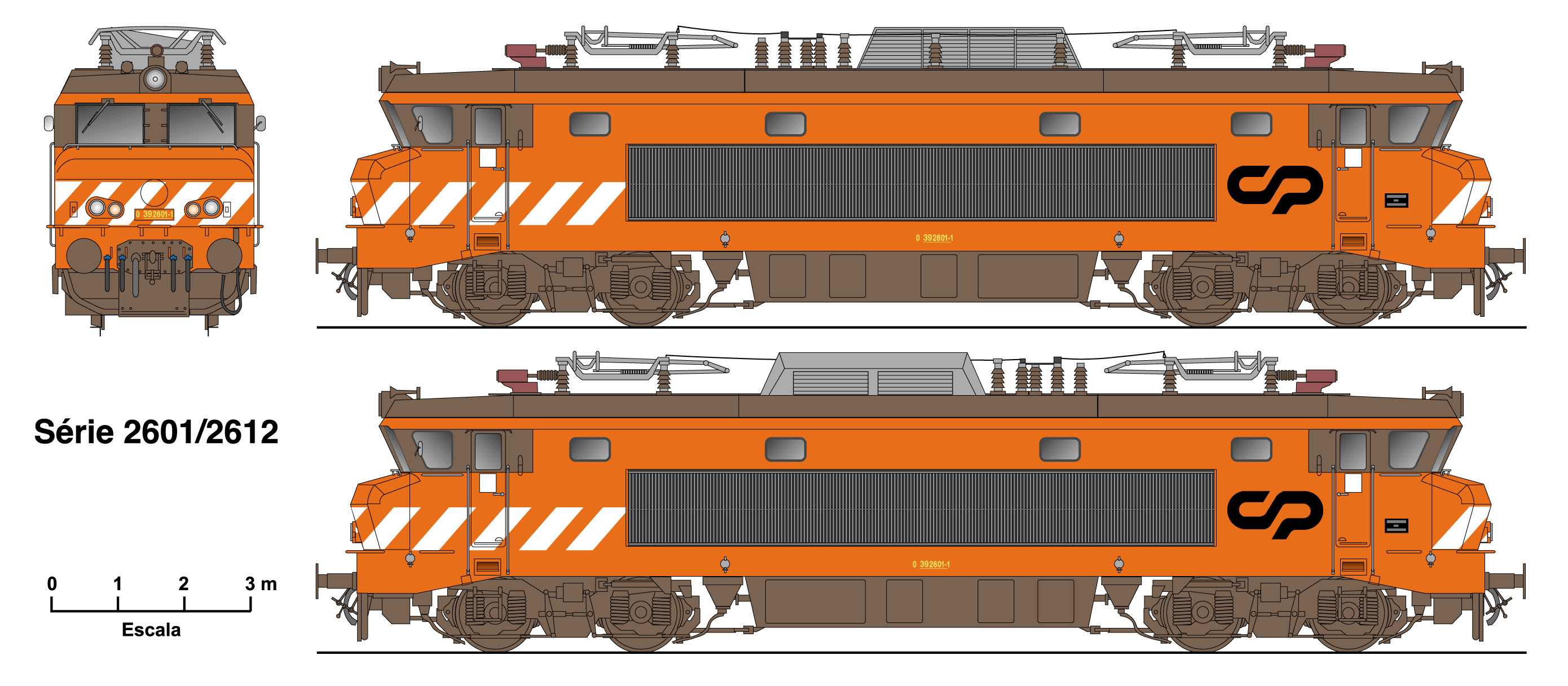
Schémas de la 2600.

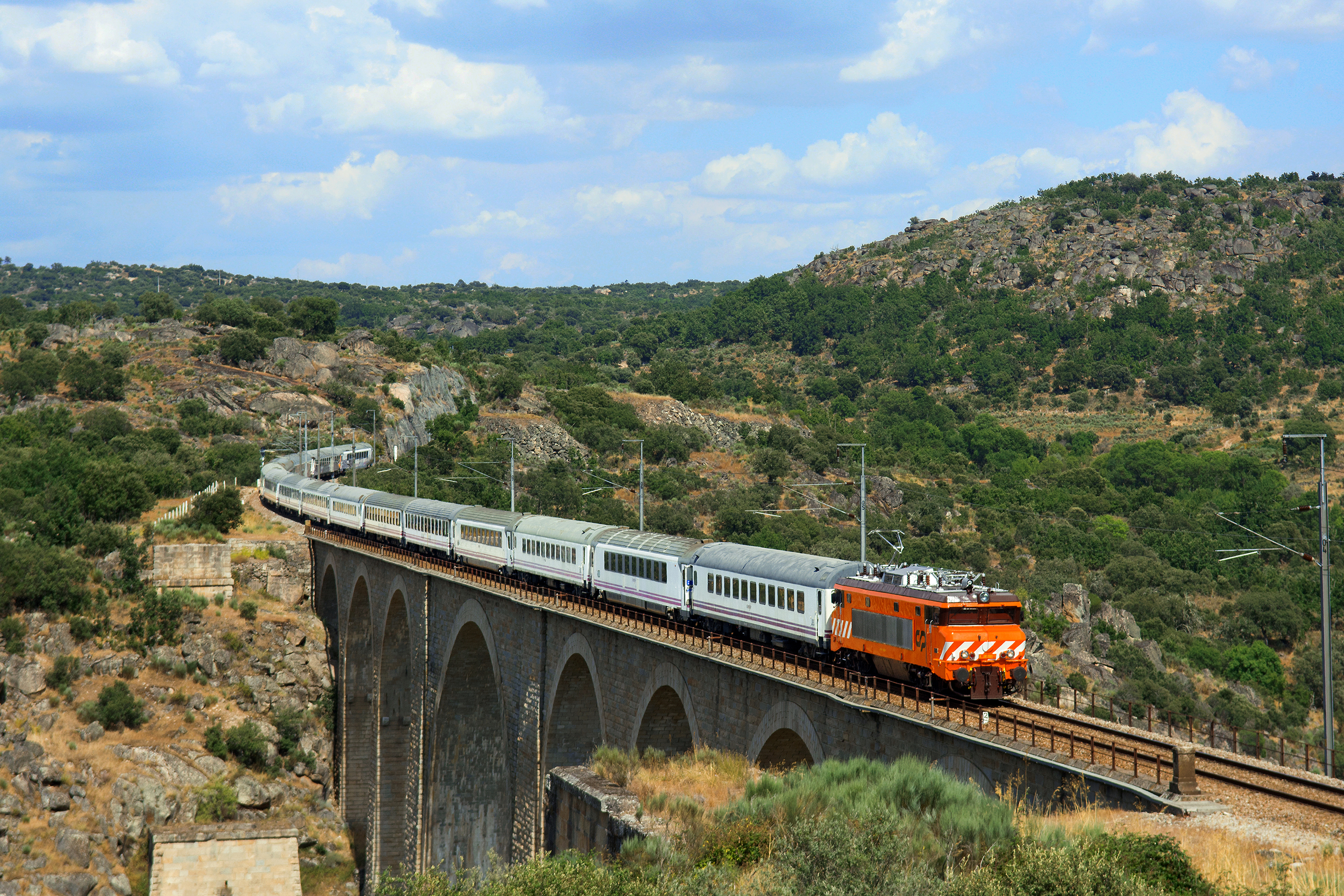
En tête d'un train voyageurs franchissant la Côa.

Les 2600 reprennent la caisse des BB 15000 de la SNCF et des séries dérivées (BB 7200 et BB 22200) mais leur équipement électrique est plus simple, dérivé de celui des BB 17000. Elles possèdent également un nouveau type de bogies adapté à la voie large portugaise et muni de deux rapports d'engrenages, grande et petite vitesse ; c'est une évolution de celui utilisé sur les locomotives espagnoles de la série 280, mises en service en 1963.
La puissance continue des 2600 s'établit à 2 880 kW (2 930 kW en mode unihoraire) contre 4 400 kW pour les BB 15000. Le double rapport de leur transmission leur permet de rouler à 100 km/h (régime PV) en tête de trains de fret ou à 160 km/h (régime GV) en tête de rames de voyageurs grâce à la bonne tenue de voie du bogie,.
À la différence des machines françaises, les locomotives portugaises conservent les baies d'angle de leur cabine. Les locomotives arborent une livrée orange avec de grands motifs de visibilité à bandes diagonales blanches et oranges ou rouges sur les faces frontales et une partie des faces latérales.
Le rôle initial des 2600 est de renforcer le potentiel de traction sur la ligne Lisbonne - Entroncamento - Porto, aussi bien en tête de rames voyageurs que de trains de marchandises. L'arrivée de séries plus récentes entraîne la modification des services assurés par les 2600, désormais dédiées à la traction de trains régionaux.
Les locomotives sont garées en bon état en 2011 mais elles reprennent du service entre 2020 et 2023,.